# Попытка государственного переворота в Литве (1934)
Попытка государственного переворота в 1934 году (лит. 1934-ųjų pučas) была предпринята сторонниками бывшего литовского премьер-министра Аугустинаса Вольдемараса, стремившимися свергнуть правительство президента Антанаса Сметоны. Эта попытка была лишь одной из череды себе подобных, но самой опасной.
Вольдемарас был свергнут с поста премьер-министра Литвы в сентябре 1929 года, но тем не менее продолжал пользоваться значительной поддержкой со стороны членов официально запрещённого движения «Железный волк» и многих молодых офицеров. 6-7 июня 1934 года несколько сотен солдат захватили ряд стратегических объектов в Каунасе и отправили делегацию для переговоров со Сметоной о восстановлении Вольдемараса в должности премьер-министра и других изменениях в правительстве. Переворот был направлен не против Сметоны, а против правительства премьер-министра Юозаса Тубялиса. Другие воинские части и полиция остались верны Сметоне, отказавшемуся от переговоров. Повстанцам не хватило решимости, и они отказались от дальнейшего развития восстания взамен на обещания не быть подвергнутыми судебным преследованиям.
Всего за участие в попытке государственного переворота к дисциплинарным взысканиям были привлечены 111 офицеров. 32 из них были оправданы, остальные же были либо уволены из армии, либо понижены в должности. Вольдемарас был приговорён к 12 годам тюремного заключения. Пятеро лидеров и организаторов попытки переворота, в том числе Пятрас Кубилюнас, были приговорены к смертной казни, которая в итоге была заменена на тюремное заключение. Позднее все пятеро были помилованы президентом Литвы и освобождены до 1937 года. Вольдемарас был выпущен из тюрьмы в 1938 году при условии, что он покинет Литву. Он выехал во Францию и фактически перестал играть какую-либо значительную роль в литовской общественной жизни.

## Предыстория
В декабре 1926 года демократически избранное правительство Литвы было свергнуто в результате военного переворота. Его сменило правительство президента Антанаса Сметоны и премьер-министра Аугустинаса Вольдемараса. После двух неудачных попыток контрпереворотов в 1927 году новые власти почувствовали свою уязвимость и поэтому создали военизированную организацию «Железный волк», призванную помогать новому режиму в борьбе с его противниками. Члены этой организации были преданны Вольдемарасу, и ходили слухи, что он может воспользоваться этим обстоятельством, чтобы сместить Сметону. Последний же решил действовать на опережение и 19 сентября 1929 года уволил Вольдемараса с поста премьер-министра Литвы. Движение «Железный волк» было официально запрещено, но его члены остались верными Вольдемарасу и продолжали действовать как подпольная группа. В 1929—1934 годах железные волки спланировали шесть попыток переворотов против правительства Сметоны, приступив к реализации лишь одной из них.

## Растущее недовольство
Литва пострадала от последствий Великой депрессии. Экспорт сельскохозяйственной продукции резко упал, что вызывало недовольство среди литовских фермеров. Кроме того, сократилось финансирование литовской армии. Многие офицеры сочувствовали Вольдемарасу или поддерживали его. При этом это были представители преимущественно молодого поколения. Они составляли списки «иностранных» и, следовательно, «неблагонадёжных» старших офицеров, таким образом стремясь потеснить их с занимаемых позиций в армии. После смещения в 1929 году Вольдемараса с поста премьер-министра Сметона попытался очистить армию от его сторонников. После нескольких относительно спокойных и стабильных лет железные волки начали возвращаться из внутренней ссылки и восстанавливать свои связи с военными. Осенью 1933 года группа молодых офицеров сформулировала шесть пунктов своих требований, призывавших к восстановлению духа и целей декабрьского переворота 1926 года, смещению премьер-министра Юозаса Тубялиса и восстановлению Волдемараса в должности премьер-министра, а также восстановлению законного статуса «Железного волка». Офицеры критиковали правительство Тубялиса, находившееся у власти с 1929 года, за стагнацию, некомпетентность и кумовство.
В феврале 1934 года Вольдемарас опубликовал в газете Tautos balsas статью с критикой политики правительства в Клайпедском крае и ухудшения отношений с нацистской Германией. Публикация была запрещена в Литве, а номер Tautos balsas с ней конфискован, но она каким-то образом была напечатана в немецкой Preussische Zeitung. Суд на Вольдемарасом должен был состояться 12 июня 1934 года. В марте и мае того же года были свергнуты демократические правительства в Латвии и Эстонии. В мае листовки с именами лиц, якобы ведших шпионаж в пользу литовского Управления государственной безопасности, были распространены среди солдат, что вызвало среди них большое волнение и недовольство. В то же время, делегация молодых офицеров встретилась со Сметоной и потребовала смены правительства. Слухи о готовящемся перевороте дошли до президента и правительства, но они не предприняли никаких действий и лишь отдали полиции в Каунасе приказ быть начеку и усилить свои посты.

## Попытка государственного переворота
Многие из офицеров, участвовавших в успешном государственном перевороте в декабре 1926 года, присоединились и к попытке свержения власти и в 1934 году. Это обстоятельство делало эти события очень похожими друг на друга.
В ночь с 6 на 7 июня 1934 года военные, дислоцированные в Каунасе, начали попытку переворота. Они забили сигнал тревоги, мобилизовав солдат. В мятеже принимало участие около 100 офицеров и от 500 до 700 солдат. Особенной активностью отличались офицеры военной авиации и гусарских частей, а также 5-го пехотного полка.
При помощи трёх танков военные блокировали мосты и железнодорожный вокзал, взяли под контроль Штаб обороны и центральную телефонную станцию, окружили здание Министерства внутренних дел и Управление госбезопасности. Эти и другие стратегические объекты были заняты без сопротивления. Полиция поспешила на охрану Президентского дворца. Его защищали 127 полицейских и 25 президентских гвардейцев, вооружённых карабинами и автоматами. Вольдемараса сопровождали из Зарасая в Каунас, но он прибыл туда уже после провала попытки переворота. Пятрас Кубилюнас, начальник Штаба обороны Литвы, выступил в качестве переговорщика между военными и президентом. Нет никаких доказательств того, что он знал о готовящемся перевороте заранее, но очевидно, что он не пытался ему воспрепятствовать и старался вести переговоры от имени мятежных военных. Его решение принять сторону повстанцев обычно объясняют его конфликтом с министром обороны Балисом Гедрайтисом, который заблокировал инициативы Кубилюнаса по реформированию литовской армии. Гедрайтис, который приходился двоюродным братом Софии, жене Сметоны, особенно не нравился молодым офицерам. Они видели в нём пассивного чиновника без должного образования и навыков.
Между Сметоной и военными прошли три раунда переговоров. Президент, получив поддержку от некоторых офицеров, отказался вести дальнейшие переговоры с бунтовщиками. Он готов был согласиться на некоторые изменения в правительстве, но категорически отказывался рассматривать возвращение Вольдемараса на пост премьер-министра, обозвав его «политическим бандитом». Сторонникам Сметоны удалось привести в боевую готовность Каунасское военное училище и 2-й пехотный полк. Они планировали использовать артиллерию, чтобы деблокировать мост Панямуне, ведущий в город. Восставшие солдаты, не обладавшие должной решимостью, в итоге вернулись в свои казармы. Ряд исследователей возлагают вину за неудавшуюся попытку переворота на Кубилюнаса, которому не хватило решимости и твёрдой воли. Это подтверждает и прозвище bailys (трус), присвоенное ему литовским Департаментом государственной безопасности.

## Последствия
Аресты бунтовщиков начались утром 7 июня. Чтобы положить конец попытке переворота, президент пообещал не преследовать лиц, причастных к ней. Правительство приняло специальный закон, предусматривающий амнистию участникам переворота. Тем не менее они были подвергнуты дисциплинарным взысканиям. Всего к дисциплинарной ответственности было привлечено 111 офицеров: 32 из них были оправданы, 5 переведены в другие части, 6 понижены в звании, 46 уволены из армии, 22 разжалованы в рядовые и уволены в запас. Церемония разжалования 22 офицеров в рядовые прошла 10 июля в присутствии 2-го пехотного полка и была проведена новым комендантом Каунаса Казисом Скучасом. Однако правительство поддержало уволенных офицеров и помогло им найти новую работу. Власти опасались, что финансовые трудности лишь подтолкнут опальных офицеров к участию в различных антиправительственных организациях.
На организаторов попытки переворота амнистия не распространялась. Вольдемарас, хотя нет никаких доказательств того, что он был причастен к планированию переворота, был 17 июня приговорён к 12 годам тюремного заключения. Отдельно он был осуждён за статью в Tautos balsas, получив в ноябре 1934 года шестимесячный тюремный срок. Вольдемарас был освобождён в 1938 году с условием, что он покинет Литву. 20 июня военный трибунал под председательством Эдвардаса Адамкавичюса вынес смертные приговоры Степасу Герджюнасу (офицеру запаса, члену Союза стрелков Литвы) и Витаутасу Костасу Друскису (бывшему сотруднику Департамента государственной безопасности), 15 июля к высшей мере были также приговорены Пятрас Кубилюнас (начальник Штаба обороны Литвы) Юозас Наракас (заместитель командира военной авиационной части) и Юозас Бачкус (командир Гусарского полка). Все пятеро были помилованы президентом и освобождены в 1937 году.
Сметона также сменил ключевых военачальников. Йонас Яскус, директор Каунасского военного училища, поспешивший во время попытки переворота поддержать Сметону, стал новым начальником Штаба обороны Литвы. Пятрас Шнюкшта, бывший одноклассник Сметоны по Митавской гимназии, был назначен на должность министра обороны. Многие военачальники также были заменены на проявивших во время попытки переворота лояльность президенту и имевших личную связь с ним. Новые командиры более внимательно следили за настроениями солдат и старались искоренить любое политиканство. Например, офицеры должны были сообщать о любых контактах военнослужащих с офицерами, наказанными за участие в мятеже. Сторонники Вольдемараса попытались организовать ещё две попытки переворота в 1934 году (в августе и октябре), но их планы были раскрыты до начала их реализации. Организаторы были арестованы и приговорены к лишению свободы на сроки от 2 до 15 лет. Для решения проблемы нехватки офицеров в Каунасском военном училище были созданы специальные 10-месячные курсы для офицеров запаса. Для их прохождения заявки подали более 300 человек, но только 110 из них были приняты. В мае 1936 года 103 из них закончили курсы, получив высшее военное образование.
Премьер-министр Юозас Тубялис подал прошение об отставке, но Сметона её не принял. Вместо этого 12 июня 1934 года был сформирован новый кабинет министров. От прежнего состава в правительстве остались только премьер-министр и министр финансов Тубялис, министр внутренних дел Стяпонас Рустейка и министр сельского хозяйства Йонас Пранас Алекса.